# جينجر سنابس 2: العنان
جينجر سنابس 2: العنان (بالإنجليزية: Ginger Snaps 2: Unleashed)‏ هو فيلم رعب تم إنتاجه في كندا وصدر سنة 2004، بطولة إيميلي بيركنز وكاثرين إيزابيل.

## القصة
يجب أن تحاول بريجيت شقيقة جينجر ، التي أصبحت الآن مستذئبًا ، إيجاد علاج لشهوة الدم قبل اكتمال القمر التالي أثناء الاختباء في عيادة إعادة التأهيل من مستذئب لا هوادة فيه.

## الميزانية والإيرادات
كلف الفيلم 3.5 مليون دولار وحقق 80,372 دولار (في الولايات المتحدة فقط).

## وصلات خارجية
جينجر سنابس 2: العنان على موقع IMDb (الإنجليزية)
- جينجر سنابس 2: العنان على موقع روتن توميتوز (الإنجليزية)
- جينجر سنابس 2: العنان على موقع نتفليكس (الإنجليزية)
- جينجر سنابس 2: العنان على موقع ألو سيني (الفرنسية)
- جينجر سنابس 2: العنان على موقع أول موفي (الإنجليزية)
- جينجر سنابس 2: العنان على موقع بوكس أوفيس موجو (الإنجليزية)
- جينجر سنابس 2: العنان على موقع فيلمافينيتي (الإسبانية)
- جينجر سنابس 2: العنان على موقع قاعدة بيانات الفيلم (الإنجليزية)
- جينجر سنابس 2: العنان على موقع ليتربوكسد (الإنجليزية)
- جينجر سنابس 2: العنان على موقع كينوبويسك (الروسية)